# Gabriele Sprigath
Gabriele Sprigath (* 1940 in Eisleben) ist eine deutsche Kunsthistorikerin.

## Leben
Gabriele Sprigath wuchs in West-Berlin auf und erwarb 1969 an der Universität München mit einer Dissertation zu Themen aus der Geschichte der römischen Republik in der französischen Malerei des 18. Jahrhunderts ihren Doktortitel.
Sie verfasste außerdem einen Beitrag zur Ikonographie des 18. Jahrhunderts.

### Berufsverbot aufgrund des „Radikalenerlasses“
Im Juli 1979 wurde der Vorschlag der Hochschule für Bildende Künste Braunschweig, Sprigath „im Sommersemester 1979 mit der Verwaltung der Professorenstelle für Kunstwissenschaften/Besoldungsgruppe C 4 zu beauftragen“, vom niedersächsischen Minister für Wissenschaft und Kunst abgelehnt, da „Zweifel daran, dass Sie der Ihnen in Zukunft obliegenden arbeitsrechtlichen Verpflichtung, sich durch Ihr gesamtes Verhalten zur freiheitlichen demokratischen Grundordnung i.S. des Grundgesetzes zu bekennen (vgl. BAG, NJW 1976, 1708 ff.), nachkommen werden, nicht ausgeräumt“ seien.
Zu den zehn Punkten, auf die sich die nämlichen Zweifel nach Angaben des Ministers gründeten, zählte unter anderem, dass Sprigath in einem „Schreiben des DKP-Kreisvorstandes München […] als Veranstaltungsleiterin eines Informationsstandes der DKP am 27.4.1974 in München genannt“ sei und dass sie einen unter anderem in der Frankfurter Rundschau vom 18. März 1970 veröffentlichten „Appell des Direktoriums der von der DKP beeinflussten Deutschen Friedensunion (DFU) vom 18.3.1970 an den damaligen Bundeskanzler Brandt“ unterzeichnet habe. Außerdem ergäbe sich aus einer „Erklärung vom 13.7.1970“, dass Sprigath „Mitglied des Zentralen Ausschusses der Kampagne für Demokratie und Abrüstung, die von der DKP und deren Nebenorganisationen beeinflusst wird“, sei oder gewesen sei. In dem mündlichen Anhörungsverfahren, das in diesem Zusammenhang stattfand, hatte Sprigath zur Frage, ob sie DKP-Mitglied sei, gesagt: „Nach meinem Verfassungsverständnis halte ich diese Frage nicht für zulässig. Ich möchte es deshalb ablehnen, mich zur Frage der Mitgliedschaft in einer nicht verbotenen und nach meiner Auffassung nicht verfassungswidrigen Partei zu äußern.“
Zum Vorwurf der Mitgliedschaft im Zentralen Ausschuss der Kampagne für Demokratie und Abrüstung: „Mir [ist] nicht erinnerlich, ob ich tatsächlich Mitglied des Zentralen Ausschusses der Kampagne für Demokratie und Abrüstung gewesen bin.“ In der Erklärung selbst ist unter anderem eine „Dr. Gabriele Sprigrath“ als Unterzeichnerin aufgelistet.
Die weiteren ihr zum Vorwurf gemachten Sachverhalte hatte sie offensiv bestätigt und sich – jedenfalls später – öffentlich (das heißt: außerhalb des Anhörungsverfahrens) auch zur DKP-Mitgliedschaft bekannt.
Gegen das Berufsverbot hatte Sprigath vor dem Arbeitsgericht in Hannover Klage erhoben und in der ersten Instanz obsiegt. Auf die Berufung des Landes Niedersachsen hat das Berufungsgericht das Urteil des Arbeitsgerichtes aufgehoben und die Klage abgewiesen.

#### Politische Aufarbeitung
Der niedersächsische Landtag forderte die dortige Landesregierung 2016 auf, „eine Beauftragte/einen Beauftragten zur Aufarbeitung der Schicksale der von niedersächsischen Berufsverboten betroffenen Personen und der Möglichkeiten ihrer politischen und gesellschaftlichen Rehabilitierung einzusetzen. Die Beauftragte/der Beauftragte soll unter Beteiligung von Betroffenen, Vertreterinnen und Vertretern von Gewerkschaften und Initiativen die Schicksale der von Berufsverboten Betroffenen aufarbeiten. Eine wissenschaftliche Begleitung ist ebenfalls vorzunehmen und in die Arbeit miteinzubinden.“
Die Beauftragten-Stelle wurde tatsächlich geschaffen und mit der ehemaligen SPD-Landtagsabgeordneten Jutta Rübke besetzt. Sie hat 2018 als „Niedersächsische Landesbeauftragte für die Aufarbeitung der Schicksale im Zusammenhang mit dem sogenannten Radikalenerlass“ die Dokumentation Berufsverbote in Niedersachsen 1972-1990 herausgegeben. Unter den Beispielen ist auch der Fall von Sprigath dokumentiert.
Sprigath selbst forderte 2019 im Rahmen einer Veranstaltung eine Entschädigung für den ihr verweigerten Zugang zum Öffentlichen Dienst.

### Weiterer beruflicher Werdegang
In Folge der dargestellten Blockierung einer akademischen Karriere war Sprigath – nach eigener Darstellung – „in der Erwachsenenbildung, in der gewerkschaftlichen Kulturarbeit und als Lehrbeauftragte an verschiedenen Hochschulen“ beruflich tätig. 1990 bis 1999 war sie Lehrbeauftragte am Fachbereich 13 der Fachhochschule München und seit 2005 ebenfalls Lehrbeauftragte am Seminar für Geistesgeschichte und Philosophie der Renaissance an der Universität München in München.

## Arbeitsschwerpunkte, Auszeichnungen, Mitgliedschaften
Arbeitsschwerpunkte von Sprigath sind Kunsttheorie, Cennini und Giorgio Vasari, Bildwahrnehmung, Kunstvermittlung, Entstehung der Kunstkritik (historisch und systematisch). Sie hat zahlreiche Beiträge in den „Tendenzen. Zeitschrift für engagierte Kunst“ (deren Redaktionsmitglied sie außerdem war), weitere Zeitschriften-Aufsätze sowie mehrere Monographien veröffentlicht. Sprigath hat darüber hinaus mehrere Aufsätze des französischen marxistisch-strukturalen Philosophen Louis Althusser ins Deutsche übersetzt.
2015 erhielt sie den Friedlieb-Ferdinand-Runge-Preis für unkonventionelle Kunstvermittlung der Stiftung Preußisches Seehandlung.
Seit dem Sommersemester 2020 hat sie einen Lehrauftrag an der Akademie der Bildenden Künste München.
Sprigath ist Mitglied der Gewerkschaft Erziehung und Wissenschaft. Von April 1972 bis Mai 1973 war sie Vorstandsmitglied des Ulmer Vereins – Verband für Kunst- und Kulturwissenschaften.

## Belege
1. 1 2  Brief des Ni[e]dersächsischen Ministers für Wissenschaft und Kunst an Frau Sprigath vom 6. Juli 1979. In: Überprüfungspraxis und Berufsverbote – wie lange noch? Teil 2 zum Berufsverbot für Gabriele Sprigath. S. 80–82, hier S. 80.
2. ↑  Brief des Ni[e]dersächsischen Ministers für Wissenschaft und Kunst an Frau Sprigath vom 6. Juli 1979. In: Überprüfungspraxis und Berufsverbote – wie lange noch? Teil 2 zum Berufsverbot für Gabriele Sprigath. S. 80–82, hier S. 81.
3. ↑  laut Niederschrift über die Sitzung der Anhörkommission am 26. April 1979 zum Zwecke der Anhörung der Bewerberin Dr. Gabriele Sprigath […] aus Anlass der Einstellung als Wahrnehmungsbeauftragte. In: Überprüfungspraxis und Berufsverbote – wie lange noch? Teil 2 zum Berufsverbot für Gabriele Sprigath. S. 76–79, hier S. 77.
4. ↑  „Die unterzeichnenden Mitglieder des Kuratoriums und des Zentralen Ausschusses der Kampagne für Demokratie und Abrüstung […].“ (Erklärung, S. 15 bzw. 413.).
5. ↑  Niederschrift über die Sitzung der Anhörkommission am 26. April 1979 zum Zwecke der Anhörung der Bewerberin Dr. Gabriele Sprigath […] aus Anlass der Einstellung als Wahrnehmungsbeauftragte, In: Überprüfungspraxis und Berufsverbote – wie lange noch? Teil 2 zum Berufsverbot für Gabriele Sprigath. S. 76–79 (77): „Frage: Entsprechen die Ihnen in der Ladung vom 09.03.1979 mitgeteilten Erkenntnisse den Tatsachen? Antwort: Ja, […].“ (Die Ladung ist unter der Adresse urn:nbn:de:bsz:16-kb-96961 auf S. 61 - 64 veröffentlicht.).
6. ↑  Sprigath, Was hat…, S. 135: „wegen meiner Mitgliedschaft in der DKP“.
Christian Demand, Laudatio auf Dr. Gabriele Sprigath anlässlich der Verleihung des Friedlieb Ferdinand Runge Preises für unkonventionelle Kunstvermittlung 2015; phil-hum-ren.uni-muenchen.de (Archiv), S. 2: „Frau Sprigath war Mitglied in DKP und SDAJ.“
7. ↑  Siehe dazu:
  - Rübke (Hg.), Berufsverbote in Niedersachsen, S. 129 / 130: „05.02.1982[:] Urteil des ArbG Hannovers: Ablehnungsbescheid des MWK vom 06.07.1979 rechtswidrig“ / „19.07.1982[:] Urteil des LArbG Hannover, Urteil des ArbG Hannover abgeändert und Klage abgewiesen“.

und
  - Sprigath, Was hat..., S. 135: „Ich habe dagegen mit Hilfe des Rechtsschutzes meiner Gewerkschaft GEW beim Arbeitsgericht Hannover geklagt und in erster Instanz gewonnen. Die Niedersächsische Regierung ist in Berufung gegangen und sah sich, wie zu erwarten war, in der nächsthöheren Instanz bestätigt.“
8. ↑  Drucksache 17/7150, S. 2.
9. ↑  demokratie.niedersachsen.de (PDF), S. 128–137, 212.
10. ↑  Hans-Gerd Öfinger: Zerstörte Lebenspläne. Die Folgen der BRD-Berufsverbote spüren viele Betroffene noch heute. In: Neues Deutschland. 6. Oktober 2019, abgerufen am 29. August 2024: „‚Mein Leben geht dem Ende zu, und ich möchte noch entschädigt werden‘, gab sich die Kunsthistorikerin Gabriele Sprigath auf der Veranstaltung kämpferisch. Ihr war 1978 eine Professur in Braunschweig verweigert worden, weil akribisch erstellte Verfassungsschutzakten Details ihrer früheren Münchner DKP-Aktivitäten auflisteten.“
11. ↑  Berufsverbote in Niedersachsen 1972 -1990: Eine Dokumentation. In: Niedersächsische Landeszentrale für politische Bildung. 2018, archiviert vom Original (nicht mehr online verfügbar) am 7. Mai 2020; abgerufen am 29. August 2024 (Einleitung mit PDF-Download, siehe dort S. 128ff).  Info: Der Archivlink wurde automatisch eingesetzt und noch nicht geprüft. Bitte prüfe Original- und Archivlink gemäß Anleitung und entferne dann diesen Hinweis.
12. ↑  Sprigath, Was hat..., S. 136; vgl. auch: asw-verlage.de (Archiv): „Gabriele Sprigath, 1940 geb., […], Lehrtätigkeit an Universitäten und in der Erwachsenenbildung“;philosophie.uni-muenchen.de.
13. ↑  phil-hum-ren.uni-muenchen.de (Archiv)
14. ↑  ZDB-Eintrag: https://ld.zdb-services.de/resource/506674-8
15. ↑  Beitrags-Verzeichnis: phil-hum-ren.uni-muenchen.de (Archiv).
16. ↑  asw-verlage.de (Archiv): „Gabriele Sprigath, 1940 geb., […], Redaktionsmitglied der Zeitschrift ‚tendenzen‘“.
17. ↑  stiftung-seehandlung.de (Archiv), S. 2 und https://berlinischegalerie.de/berlinische-galerie/kunstpreise/friedlieb-ferdinand-runge-preis/ (Archiv).
18. ↑  kunstpaedagogik.userweb.mwn.de() (vgl. Archivierte Kopie (Memento des Originals vom 18. Februar 2020 im Internet Archive)  Info: Der Archivlink wurde automatisch eingesetzt und noch nicht geprüft. Bitte prüfe Original- und Archivlink gemäß Anleitung und entferne dann diesen Hinweis.: „Die Sites des Lehrstuhles für Kunstpädagogik an der Akademie der Bildenden Künste München“).
19. ↑  Sprigath, Was hat…, S. 135: „mit Hilfe des Rechtsschutzes meiner Gewerkschaft GEW“ (Hervorhebung hinzugefügt).
20. ↑  ulmer-verein.de (Archiv).

| Personendaten    | Personendaten                                        |
| ---------------- | ---------------------------------------------------- |
| NAME             | Sprigath, Gabriele                                   |
| KURZBESCHREIBUNG | deutsche Kunsthistorikerin und „Berufsverbots“-Opfer |
| GEBURTSDATUM     | 1940                                                 |
| GEBURTSORT       | Eisleben                                             |